# Estádio Municipal Dr Tancredo Neves
Estádio Municipal Dr Tancredo Neves – stadion piłkarski, w São José dos Pinhais, Parana, Brazylia, na którym swoje mecze rozgrywa klub J. Malucelli.